# دیما قندلفت
دیما قَنْدَلَفْت (عربی: دیمة قندلفت ; متولد ۳ ژانویه ۱۹۷۹ در دمشق) بازیگر و خواننده سوریه ای می‌باشد.

## زندگی‌نامه
قندلفت در دمشق از پدری پزشک و مادری لبنانی اهل مرجعیون متولدشد.
قندلفت در رشته اقتصاد از دانشگاه دمشق فارغ‌التحصیل شد. وی حرفه بازیگری را دنبال نمود و در مؤسسه عالی هنرهای دراماتیک تحصیل نمود. یکی از شاخص‌ترین نقش آفرینی قندلفت نقش آفرینی در باب الحره بود.
در تاریخ ۳۰ می ۲۰۱۵، قندلفت با همام الجزائری، وزیر پیشین اقتصاد و تجارت خارجی ازدواج کرد.